# 441 Bathilde
Bathilde (asteroide 441) é um asteroide da cintura principal com um diâmetro de 70,32 quilómetros, a 2,5737702 UA. Possui uma excentricidade de 0,0827663 e um período orbital de 1 716,83 dias (4,7 anos).
Bathilde tem uma velocidade orbital média de 17,78066002 km/s e uma inclinação de 8,1419º.
Esse asteroide foi descoberto em 8 de Dezembro de 1898 por Auguste Charlois.